# Carol Mann
Pour les articles homonymes, voir Mann.
Carol Mann, née le 3 février 1941 à Buffalo (New York) et morte le 20 mai 2018 à The Woodlands, est une golfeuse américaine.
Elle remporte deux tournois majeurs de la LPGA : le Western Open féminin de golf en 1964 et l'US Open féminin de golf en 1965.
Elle intègre le World Golf Hall of Fame en 1977.